# 一支小藍傘
《一支小藍傘》（英語：The Blue Umbrella）是皮克斯動畫工作室製作的2013年美國電腦動畫短片，於《怪獸大學》院線放映前播放。該短片由皮克斯技術部門的薩斯卡·恩賽執導和編劇，並採用逼真的照明、陰影和合成等技術來製片。

## 劇情
一場暴雨使城市場景變得生動起來。街道上的許多物體——記號、街燈、遮陽篷、郵箱、建築物、住宅、下水道、排水管、天溝、窗、門扉——似乎都栩栩如生，並有了自己的面孔和表情在享受著淋浴。人們打著雨傘在街上穿梭，除了一把奇異的藍色雨傘外，其他的雨傘似乎都是黑色的。當他的主人停在街角時，藍色雨傘看到他的旁邊有一把漂亮的紅色雨傘。兩人交流著慌張的眼神，並且很快就愛上了對方，但他們的主人卻分道揚鑣了。
沿街的物體看到這一點後便開始相互配合，想辦法把主人帶到一起。當藍色雨傘即將被帶入捷運車站時，一個標誌讓風把雨傘從它的主人手中吹走。傘在空中飄向他的目的地時，一輛路過的公交車突然刮起了一陣風，使他偏離了方向，落在了馬路上。由於雨傘在交通中處於危險之中，這些物體試圖保護他不受來往車輛的影響，一個警告標誌亮起以改變來往車輛的方向、一個排水管噴出水來把他推開、另一個警告標誌落在他身上，把他從另一輛車面前甩開、一個排水管把他吹到空中，但他最後被一輛卡車撞到，明顯地讓試圖幫助他的物體感到不安。
被打得遍體鱗傷的藍傘被他的主人發現並扶正他，這時紅傘的主人上前扶藍傘的主人起來，讓他們兩個重新團聚。當雨傘的主人一起坐在當地的一家咖啡館裡時，這座城市的物體默默地慶祝他們的團聚，最終讓這兩把雨傘在一起。

## 製作

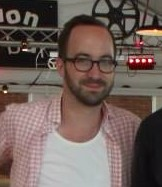
在2013年安錫國際動畫影展上的導演薩斯卡·恩賽

薩斯卡說他某天在舊金山發現了一把被遺棄的雨傘後，便有了這個故事的靈感，之後和他的同事拍攝了在紐約、舊金山、芝加哥和巴黎的城市街道上發現的無生命物體照片。薩斯卡將這部短片描述為「對雨的愛情宣言」。
皮克斯更新了他們的渲染系統，包括能夠渲染新型照明和反射的技術，這種技術被稱為全域性照明。
許多鏡頭使用空想性錯視來讓各種無生命物體中看出面孔。與大多數其他皮克斯短片一樣，《一支小藍傘》「沒有對話，而是使用視覺和音樂來引發情緒反應」。

## 發行
《一支小藍傘》於2013年2月12日在第63屆柏林電影節上首映也於同年6月21日在皮克斯的長片《怪獸大學》院線放映前播放，並且獲得了強烈好評。它被收錄在《怪獸大學》DVD和藍光光碟中，也被收錄在2018年11月13日發行的《皮克斯短片精選3》DVD和藍光光碟中。
喬恩·布利昂的配樂由莎拉·賈菲演唱，並且於2013年7月9日由華特迪士尼唱片公司以數位形式發布。

## 反響
這部短片受到了評論界的好評。Collider給這部短片打了一個「A」，並在評論的結尾寫道：「在不破壞故事其餘部分的情況下，我只想說《一支小藍傘》是一部令人愉快的短片，時長六分鐘，並且有變化。這是一個和善的男孩遇見女孩的故事並介紹了這座城市中許多令人難忘和原創角色，當你看到它們的時候，無論你走到哪裡，都會讓你微笑和看到它們的面孔。它聰明、可愛、古怪，是皮克斯《怪獸大學》的合適開場白」。
《國家郵報》給了這部電影3.5/4顆星並寫道：「由曾經參與《玩具總動員3》和《勇敢傳說》的薩斯卡·恩賽，執導的《一支小藍傘》是有六分鐘長的雨中美景」，並「肯定會獲得奧斯卡提名」。

## 外部連結
- 官方网站
- 互联网电影数据库（IMDb）上《The Blue Umbrella》的资料（英文）
- 大卡通資料庫上《The Blue Umbrella》的資料（英文）